# Alessandro Chiocchetti
Alessandro Chiocchetti (* 30. August 2001 in Cavalese) ist ein italienischer Skilangläufer.

## Werdegang
Der aus dem Fassatal im Trentino stammende Chiocchetti, der für den Skiabteilung der Fiamme Gialle startet, nahm von 2019 bis 2021 an U20-Rennen im Alpencup teil und errang dabei in der Saison 2020/21 den fünften Platz in der U20-Gesamtwertung. Beim Europäischen Olympischen Winter-Jugendfestival 2019 in Sarajevo kam er auf den 32. Platz im Sprint, auf den 31. Rang über 7,5 km Freistil und auf den fünften Platz über 10 km klassisch. Im folgenden Jahr lief er bei den Junioren-Skiweltmeisterschaften 2020 in Oberwiesenthal auf den 31. Platz über 10 km klassisch und bei den Junioren-Skiweltmeisterschaften 2021 in Vuokatti auf den 15. Platz im Sprint sowie auf den siebten Rang im 30-km-Massenstartrennen. Zudem gewann er mit der Staffel die Bronzemedaille. In der Saison 2021/22 nahm er in Ulrichen erstmals am Alpencup und in der Lenzerheide erstmals am Skilanglauf-Weltcup teil, wobei er den 54. Platz im Sprint sowie den 86. Platz über 15 km klassisch errang. Bei den U23-Weltmeisterschaften 2022 in Lygna belegte er den 45. Platz im Sprint sowie den 37. Rang über 15 km klassisch und bei den U23-Weltmeisterschaften 2023 in Whistler den 24. Platz im 20-km-Massenstartrennen, den 17. Rang über 10 km Freistil sowie den sechsten Platz im Sprint. Nachdem er in der Saison 2022/23 in Drammen mit dem 47. Platz im Sprint seine ersten Weltcuppunkte erringen konnte, kam er in der Saison 2023/24 in Toblach mit dem 29. Platz im Sprint erneut in die Punkteränge und holte im Sprint in Oberwiesenthal seinen ersten Sieg im Alpencup. Zudem wurde er dort Zweiter im 20-km-Massenstartrennen.

## Siege bei Continental-Cup-Rennen
| Nr. | Datum          | Ort            | Disziplin       | Serie    |
| --- | -------------- | -------------- | --------------- | -------- |
| 1.  | 5. Januar 2024 | Oberwiesenthal | Sprint Freistil | Alpencup |